# Морено, Сельсо Цезарь
Сельсо Цезарь Морено (1830 — 12 марта 1901) — авантюрист, предприниматель, неоднозначный политический деятель и министр иностранных дел Гавайев при Калакауа. Он родился в Италии, участвовал в Крымской войне, жил в Азии, на Гавайях и в Соединённых Штатах. Он переходил от одной карьеры к другой, от одной грандиозной схемы к другой, обычно пытаясь убедить правительства платить огромные суммы денег за его предложения. Его усилия по прокладке транстихоокеанского телеграфного кабеля получили официальное разрешение правительства, но без финансовой поддержки. Он стал натурализованным американским гражданином в 1878 году и натурализованным гражданином Гавайев в 1880 году. Последние годы жизни Морено провел в Вашингтоне, округ Колумбия, пытаясь ликвидировать систему падроне, которая создавала условия рабства среди итальянских иммигрантов.

## Ранняя жизнь
Сельсо Цезарь Морено, также известный как Чезаре Морено и С. Ц. Морено, родился в римско-католической семье в Дольяни в регионе Пьемонт, Италия. Согласно показаниям, которые он дал на судебном процессе 1896 года, он родился в 1830 году и стал натурализованным гражданином Соединённых Штатов в Калифорнии в 1878 году. Его семья была достаточно обеспечена в финансовом отношении, чтобы отправить его в частные католические школы, поэтому он свободно говорил на нескольких языках. Получив образование в военной академии, Морено поступил на службу в регулярную армию Пьемонта, в составе которой участвовал в Крымской войне. Перед концом войны он отказался от военной карьеры и поступил в Университет Генуи, получив диплом инженера-строителя в 1856 году.

## Азия
Он быстро потерял интерес к работе инженером-строителем и стал капитаном своего собственного парохода, в конце концов прибыв в Индонезию. На территории Голландской Ост-Индии Морено снова сменил род занятий и состоял на службе у султана Алауддина Ибрагима Мансура Сяха в 1859–1862 гг. и женился на одной из дочерей султана. После столкновения с голландским правительством он бросил свою жену и бежал из Голландской Ост-Индии, вернувшись в Европу. Он начал лоббирование в Италии и Франции, выступая за колонизацию Суматры, ведя переговоры сначала с Виктором Эммануилом II, а затем с Наполеоном III. Ни одна из этих попыток не увенчалась успехом, но Наполеон III был достаточно впечатлен Морено, чтобы отправить его в качестве представителя в Тонкин.
Примерно через два года после прибытия в Тонкин Морено познакомился с Ли Хунчжаном, генерал-губернатором Чжили, который основал China Merchants с целью создания пароходной линии между Китаем и Калифорнией. Ли Хун-чан уже начал разрабатывать планы транстихоокеанской телеграфной линии. Морено стал ключевым игроком в обоих проектах.

## США
Морено появился в Вашингтоне, округ Колумбия, в 1868 году как «Белый вождь Мустафа Морено», пытаясь продать правительству Соединённых Штатов неназванный малайзийский остров и свои услуги посланника на этом острове за 500 000 долларов. История, которую он рассказал газетам, состоит в том, что он открыл обитаемый остров в феврале 1862 года, «завладел им от своего имени» и был избран местными жителями Белым вождем Мустафой. По его словам, он сделал это предложение как обещание населению острова, что, продав остров, они получат защиту Соединённых Штатов. В газете говорится, что государственный секретарь Уильям Г. Сьюард, который вел переговоры о покупке Аляски в 1867 году, был за сделку; однако никто не принял предложение Морено.
В 1869 году он опубликовал «Американские интересы в Азии», 40-страничную брошюру, призывающую Соединённые Штаты расширить сферу своего влияния путем заключения договоров, «территориальных уступок» и военно-морских баз в Азии. Он, по сути, предложил команде США с Россией поделить Индию между собой. Президент Улисс Грант позволил Морено толкнуть аудиторию на эту тему. 
Как представитель американской и азиатской телеграфной компании Морено продвигал идею Ли Хунчжана о подводном телеграфном кабеле между Азией и материковой частью Соединённых Штатов. Он провел время в Калифорнии, лоббируя влиятельных лидеров в надежде получить финансовую поддержку для проекта, а затем начал лоббировать Конгресс США. Сенатор Фредерик Теодор Фрелингуйсен представил 18 мая 1874 года законопроект о предоставлении Морено и тринадцати другим людям разрешения на строительство и обслуживание транстихоокеанского кабеля. Через четыре месяца, 26 сентября, Морено обратился к Конгрессу с подробным изложением деталей предложения. Президент Грант принял и подписал закон о неисключительной хартии, требующей, чтобы проект начался не позднее, чем через три года после принятия закона 15 августа 1876 года. Последующие усилия по сбору средств для проекта не увенчались успехом, и срок истек, а кабель не был проложен.

## Королевство Гавайи

### Король Калакауа
Когда Конгресс рассматривал устав телеграфной компании Морено в 1874 году, Калакауа находился в столице страны в качестве главы делегации Королевства Гавайи, ведущей переговоры по Договору о взаимности 1875 года. По словам журналиста Хелен Герасимос Чапин, именно в этом месте и в период времени они познакомились. Гавайский историк Ральф Симпсон Куйкендалл указал те же временные рамки, но назначил их первую встречу в Сан-Франциско. В отчете San Francisco Chronicle о поездке короля от 1 декабря 1874 года говорится, что их первая встреча состоялась во время публичного приема, устроенного Калакауа в Гранд-отеле Сан-Франциско. Морено впервые обратился к королю как собственник трех телеграфных компаний, рассказав Калакауа о своих приключениях.
Морено прибыл в Гонолулу 14 ноября 1879 года на китайском пароходе «Хо-Чунг» в качестве официального представителя компании China Merchants 'Steam Navigation Company, уполномоченной вести переговоры с Королевством Гавайи. В рамках своей обычной деятельности пароход переправлял китайских контрактных рабочих на Гавайи и в Соединённые Штаты; вместе с Морено прибыл 451 рабочий.
Американский посланник на Гавайях генерал Джеймс М. Комли описал Морено как общительную личность, которая снискала расположение к себе частыми визитами во дворец. Калакауа считал, что Морено придерживался схожих взглядов по многим вопросам. 1 июня 1880 года Морено убедил Калакауа потребовать от законодательного собрания ежегодной торговой субсидии в размере 18 000 долларов для компании. Предложение было отправлено в комитет, состоящий из Джорджа Вашингтона Пилипа, Сэмюэла Гарднера Уайлдер, Годфри Родоса, Джона Л. Каулуко и Джона К. Хануна. Комитет рекомендовал не делать этого на том основании, что в Китае нет рынка для гавайского экспорта и что предоставление субсидии может привести к обратному эффекту перенасыщения китайским импортом гавайского рынка. Законодательный орган согласился с рекомендацией комитета.
Несмотря на истечение срока действия закона о телеграфном кабеле, Морено удалось убедить Калакауа и законодательный орган в первую неделю июля принять резолюцию, гарантирующую ему премию в размере 1 000 000 долларов золотыми монетами после завершения прокладки кабеля. Пытаясь выставить себя более влиятельным, чем он был, Морено утверждал, что является близким соратником Джеймса Гарфилда, который в то время был кандидатом (и последующим победителем) на президентских выборах в США. Комли напрямую спросил Гарфилда о предполагаемых отношениях, но Гарфилд категорически отрицал это. Только благодаря законодательному вмешательству Уайлдера резолюция была отклонена.
Его усилия по отмене строгих законов об опиуме на Гавайях и по получению монополии на производство и распространение наркотиков для торговли в Тихоокеанском регионе были почти успешными. Потребовалось несколько недель и три разных варианта словоблудия, но 30 июля законодательный орган принял закон об опиуме, который предоставил бы двухлетнюю лицензию на сумму 120 000 долларов в год. К окончательной версии законопроекта была добавлена субсидия в размере 24 000 долларов для компании China Merchants' Steam Navigation Company Однако Калакауа не подписал этот законопроект..

## Смерть
Морено умер от инсульта 11 марта 1901 года, упав накануне на тротуаре в Вашингтоне, округ Колумбия. На момент смерти он был бедным. Об нём позаботились местные итальянские общества, и он был похоронен на подаренном участке на кладбище католической церкви Святой Марии.